# Ra.One
Ra.One (em hindi: रा.वन) é um filme indiano de super-heróis de ficção científica dirigido por Anubhav Sinha, e estrelado por Shah Rukh Khan, Arjun Rampal, Kareena Kapoor, Armaan Verma, Shahana Goswami e Tom Wu em papéis principais. No filme, Shekhar Subramanium (Shah Rukh Khan) é um designer de jogos que cria um jogo baseado em sensores de movimento em que o antagonista (Ra.One) é mais poderoso do que o protagonista (G.One). O primeiro escapa do mundo virtual do jogo e entra no mundo real; Seu objetivo é matar Lucifer, o ID do jogo do filho de Shekhar e o único jogador a ter desafiado o poder de Ra.One. Implacavelmente perseguido, a família é forçada a trazer G.One do mundo virtual para derrotar Ra.One e protegê-los.
A gravação iniciou em março de 2010 e aconteceu na Índia e no Reino Unido. A pós-produção envolveu a conversão 3D e a aplicação de efeitos visuais, sendo este último reconhecido como um avanço tecnológico entre os filmes indianos. Com um orçamento de ₹150 milhões (US$ 23 milhões), incluindo os custos de publicidade, Ra.One foi um dos filmes indianos mais caros de 2011. Os produtores gastaram ₹150 (US$ 23 milhões) de um orçamento de marketing de ₹52 (US$ 8,1 milhões), que envolveu uma campanha publicitária de nove meses, mercadorias, videogames e marketing viral.
Ra.One foi inicialmente programado para ser lançado em 3 de junho de 2011, mas ouve atrasos devido a um longo processo de pós-produção. O filme também enfrentou controvérsias envolvendo plágio, vazamentos de conteúdo e desafios de direitos autorais. Em consequência disso, Ra.One foi lançado nos teatros em 26 de outubro de 2011 em versões 2D, 3D e dublado, e com três estreias internacionais acontecendo entre 24 e 26 de outubro de 2011. Após a liberação, Ra.One recebeu críticas mistas, os críticos elogiaram o visual e a música, mas criticaram o roteiro e a direção. Comercialmente, o filme tornou-se o terceiro filme de maior bilheteria de Bollywood em 2011, no mercado interno, e o filme de maior bilheteria de 2011 em todo o mundo.

## Enredo
Jenny Nair (Shahana Goswami), empregada da Barron Industries, cria um jogo que permite que objetos do mundo digital entrem no mundo real usando transmissões sem fio. Barron (Dalip Tahil), que é presidente da empresa, manda Shekhar Subramanium (Shah Rukh Khan), um designer de jogos, desenvolver o jogo, pois ele possuía vários erros. Para impressionar seu filho céptico, Prateek (Armaan Verma), e a pedido de sua esposa, Sonia (Kareena Kapoor), Shekhar usa a ideia de seu filho de que o antagonista deve ser mais poderoso do que o protagonista. Jenny, um programador de computador e também seu colega, usa o rosto de Shekhar como modelo para G.One (protagonista), enquanto Ra.One (antagonista) é feito sem rosto. Outro colega, Akashi (Tom Wu), implementa os movimentos dos personagens. O jogo, chamado Ra.One, contém três níveis, no último nível os personagens ganham uma arma com uma bala e é quando qualquer personagem pode ser morto.
Quando o jogo passa por testes finais, Akashi percebe falhas incomuns, mas escolhe ignorá-las. Quando o jogo é oficialmente lançado, ele recebe ovações. Prateek, um enamorado, insiste em tocar no jogo imediatamente. Ele entra sob o ID Lucifer e prossegue para o segundo nível, mas é interrompido por Akashi. Incapaz de jogar com Lúcifer, Ra.One fica determinado a matá-lo. Ele usa uma tecnologia sem fio para entrar no mundo real, um processo que faz com que o mainframe funcione mal. Akashi informa Shekhar, que parcialmente entende a situação e corre para casa, temendo a vida de seu filho. Enquanto isso, Ra.One assassina Akashi e assume sua aparência; Entanto ele vai encontrar Lúcifer, e encontra Shekhar no caminho. Em uma tentativa de salvar seu filho, Shekhar afirma que ele é Lúcifer, mas sua mentira é exposta quando Ra.One examina sua identidade. Consequentemente, Ra.One mata Shekhar e faz parecer um acidente de carro.
Sonia, devastada após a morte de Shekhar, diz a Prateek que a família retornará à Índia depois do funeral de Shekhar. Prateek observa marcas digitais na estrada fatídica e percebe que Ra.One ganhou vida. Ele convence Jenny do mesmo quando vêem o jogo destruído, e este último vai ao mundo virtual tentar trazer G.One para o mundo real. Enquanto isso, Ra.One, tendo tomado a forma de Akashi, mata a mãe de Akashi. Subsequentemente, Ra.One sai do corpo de Sonia, joga o corpo em um trem local com defeitos e transformasse em um modelo (Arjun Rampal). O trem entra no Chatrapati Shivaji Terminus, mas G.One, que acaba de chegar ao mundo real, salva Sonia. Posteriormente, G.One retorna ao mundo virtual para alcançar o terceiro nível e ganhar a arma. Quando ganha a ama, volta ao mundo real e atira em Ra.One, deixando ele impotente; Furioso, este último cria dez cópias de si mesmo. Prateek e G.One percebem que apenas um dos dez Ra.One's possuí sombra: o original. Então G.One atira nele e o destrói.

## Elenco
|                                                                                           |  |  |
| Shahrukh foi G.One, o protagonista do filme, e Kareena Kapoor interpretou Sonia no filme. |  |  |

Os protagonistas do filme foram interpretados por Shahrukh Khan e Kareena Kapoor, e o antagonista foi interpretado por Arjun Rampal. Papéis de apoio foram interpretados por Tom Wu, Shahana Goswami e Armaan Verma. Papéis menores foram desempenhados por Dalip Tahil e Satish Shah, e Amitabh Bachchan atuou com voz-over. O personagem titular (Ra.One) foi promulgado por três atores — Rampal, Wu e Kapoor — para que o personagem tenha a capacidade de mudança de forma.
Khan foi o primeiro ator a ser escalado pro filme. Inicialmente, três atrizes foram escaladas para o papel feminino; Kapoor foi finalmente escolhida por insistiu em desempenhar o papel. Rampal aceitou o papel de Ra.One depois que Sinha expressou um forte desejo de lançá-lo no filme. Wu foi contratado para o filme em julho de 2010, e Goswami foi contratado um mês depois. Bachchan concordou em fazer parte do filme depois de ser solicitado por Khan e Sinha. Vários membros do elenco prepararam extensivamente para seus papéis; Rampal e Kapoor seguiram dietas especiais para perder peso, e Verma aprendeu capoeira.
No entanto, o elenco encontrou problemas durante a produção. Khan enfrentou dificuldades com sua roupa de super-herói e com a maquiagem protética, e feriu seu joelho esquerdo. A decisão de lançar Rampal foi recebida com ceticismo devido a suas "habilidades questionáveis de atuação", mas ele encontrou problemas nas costas, o que levou à especulações de uma possível substituição por Vivek Oberoi. Dutt enfrentou um conflito de agendamento com o filme Agneepath, mas posteriormente o caso foi resolvido.

## Recepção

### Marketing
Os produtores de Ra.One gastaram ₹100 milhões (US$ 1,6 milhão) de um orçamento de marketing de ₹520 milhões (US$ 8,1 milhões). O primeiro cartaz cinematográfico do filme foi lançado em dezembro de 2010, e foi seguido pelo lançamento de dois trailers em 2011. O site oficial da Ra.One foi lançado em 31 de maio de 2011, e um canal oficial do YouTube foi posteriormente aberto. Em 20 de outubro de 2011, Khan teve um bate-papo ao vivo com fãs no Google Plus, foi a primeira vez que uma personalidade do cinema indiano tinha feito isso.
O marketing do filme utilizou mercadorias e jogos para facilitar a criação de uma franquia. Khan comercializou mercadorias relacionadas com o filme,  que incluiu brinquedos, comprimidos e vestuário. Em 14 de outubro de 2011, um torneio de jogos foi realizado em Mumbai e transmitido ao vivo pelo YouTube. A Red Chillies Entertainment fez uma parceria com a Sony Computer Entertainment Europe para criar o "Ra.One - The Game", um jogo para PlayStations que foi lançado em 5 de outubro de 2011. Além disso, os produtores criaram quadrinhos digitais baseados em personagens do filme.

### Estatísticas

Números de distribuição de Ra.One na Índia e em todo o mundo. (Os países do Oriente Médio são contados aqui como uma entidade)

Na Índia, a versão hindi de Ra.One foi lançada em mais de 4.000 telas em todo o país, quebrando o recorde anterior que pertencia a Bodyguard. As versões em tâmil e telugo foram lançadas em 275 impressões e 125 impressões, respectivamente. Também foi lançado 600 cópias na Alemanha, 344 cópias nos Estados Unidos, 200 a 300 cópias na Coreia do Sul, 202 cópias no Reino Unido, 79 cópias no Médio Oriente, 75 cópias na Rússia, 51 cópias na Austrália, 49 cópias no Canadá e 25 cópias na Nova Zelândia e Taiwan. No início de outubro de 2011, um acordo de parceria estava sendo finalizado pelos distribuidores para permitir que o filme fosse lançado na China em 1.000 cópias. Além disso, o filme foi lançado no Paquistão e em territórios não tradicionais como Brasil, Espanha, Itália, Grécia e Hong Kong. A versão 3D foi lançada em 550 telas em todo o mundo. A ampla liberação digital foi implementada para reduzir os custos de distribuição, tornar o filme acessível a um público mais amplo e reduzir a pirataria. No entanto, apesar das medidas tomadas, versões piratas de Ra.One estavam disponíveis na internet poucas horas após o lançamento do filme.

### Alegações de plágio
O filme enfrentou alegações de plágio em semelhanças com Terminator 2: Judgment Day (1991), Iron Man (2008), The Sorcerer's Apprentice (2010) e Tron: Legacy (2010). Khan negou as alegações, dizendo: “Eu me inspirei em muitos filmes de super-heróis, mas o filme é original, de fato, Ra.One será o primeiro filme de super-heróis do mundo em que o super-herói vive em uma família.”
Poucos dias antes do lançamento, o roteirista Yash Patnaik afirmou que Ra.One se assemelhava a um conceito que ele havia desenvolvido vários anos antes. Patnaik apelou ao Tribunal Superior de Bombaim para adiar o lançamento do filme, até que lhe fosse concedido o devido crédito ou 10% do lucro total do filme. O tribunal, observando a evidência violações de direitos autorais, pediu aos cineastas pagarem ₹ 10 milhões (US$ 160.000) em 21 de outubro de 2011, antes de lançamento do filme. No entanto, Patnaik contestou a decisão do tribunal e exigiu que os produtores lhe dêem crédito e não dinheiro. Sinha afirmou mais tarde que ele sozinho tinha desenvolvido a história do filme.

## Trilha sonora
| Críticas profissionais | Críticas profissionais |
| Avaliações da crítica  | Avaliações da crítica  |
| Fonte                  | Avaliação              |
| ---------------------- | ---------------------- |
| Filmfare               | 5 de 5 estrelas.       |
| Bollywood Hungama      | 4.5 de 5 estrelas.     |
| Hindustan Times        | 3.5 de 5 estrelas.     |
| Rediff.com             | 3.5 de 5 estrelas.     |

A trilha sonora de Ra.One foi composta por Vishal-Shekhar, com as letras sendo escritas por Atahar Panchi, Vishal Dadlani e Kumaar. A cantora de R&B, Akon, e a Orquestra Filarmônica de Praga também fizeram parte da trilha sonora. Os compositores obtiveram a licença oficial para usarem "Stand By Me" de Ben E. King, no qual eles basearam a música "Dildaara". A trilha sonora contém quinze faixas, incluindo sete canções originais, quatro remixes, três instrumentais e uma versão internacional de "Chammak Challo". Os direitos musicais foram comprados pela T-Series por ₹ 150 milhões (US$ 2,3 milhões). A versão hindi da trilha sonora foi lançada em 12 de setembro de 2011; As versões tâmil e telugo foram lançadas em 10 de outubro de 2011, com seis faixas cada.
| Lista de faixas (Hindi) |                                  |                                                                      |         |  |
| N.º                     | Título                           | Singer(s)                                                            | Duração |  |
| 1.                      | "Chammak Challo"                 | Akon, Hamsika Iyer                                                   | 3:46    |  |
| 2.                      | "Dildaara"                       | Shafqat Amanat Ali, Vishal Dadlani, Shekhar Ravjiani, Clinton Cerejo | 4:09    |  |
| 3.                      | "Criminal"                       | Akon, Vishal Dadlani, Shruti Pathak                                  | 5:06    |  |
| 4.                      | "Bhare Naina"                    | Vishal Dadlani, Shekhar Ravjiani, Nandini Srikar                     | 6:00    |  |
| 5.                      | "Right By Your Side"             | Siddharth Coutto                                                     | 4:22    |  |
| 6.                      | "Raftaarein"                     | Vishal Dadlani, Shekhar Ravjiani                                     | 4:29    |  |
| 7.                      | "Jiya Mora Ghabraaye"            | Sukhwinder Singh, Vishal Dadlani                                     | 4:37    |  |
| 8.                      | "Chammak Challo"                 | Akon, Hamsika Iyer                                                   | 3:57    |  |
| 9.                      | "Comes The Light" (Instrumental) |                                                                      | 1:34    |  |
| 10.                     | "I'm On" (Instrumental)          |                                                                      | 1:21    |  |
| 11.                     | "Song of the End" (Instrumental) |                                                                      | 1:47    |  |
| 12.                     | "Chammak Challo"                 | Akon, Hamsika Iyer                                                   | 4:17    |  |
| 13.                     | "Criminal"                       | Akon, Vishal Dadlani, Shruti Pathak                                  | 5:33    |  |
| 14.                     | "Chammak Challo" (International) | Akon                                                                 | 3:47    |  |
| 15.                     | "Chammak Challo" (Remix)         | Akon, Hamsika Iyer                                                   | 4:36    |  |
| Duração total:          | Duração total:                   | Duração total:                                                       | 59:21   |  |